# 佐々木顕発
佐々木 顕発（ささき あきのぶ）は、江戸時代末期の旗本。一介の旗本家来から御家人、旗本となり、勘定奉行・町奉行・外国奉行等へと大出世した人物として知られる。

## 経歴
飛騨郡代所の地役人（元締手代）河野周助の子として生まれた。後に江戸に出て、幕府奥右筆田中龍之助良顕に侍（武家奉公人）として仕えた。その後田中の援助により御徒の家に養子入りした。文政9年（1826年）御徒に抱入れられ御家人となった（職禄70俵5人扶持）。
- 天保2年（1831年）、支配勘定。
- 天保5年（1834年）、評定所留役。旗本となる。
- 天保13年（1842年）、勘定組頭。永々御目見以上となる。
- 天保14年（1843年）、勘定吟味役（布衣）。家禄100俵に。
- 嘉永4年（1851年）、奈良奉行。従五位下信濃守叙任。家禄200俵に。
- 嘉永5年（1852年）、大坂東町奉行（10月8日）
- 安政4年（1857年）、小普請奉行（2月24日）
- 安政5年（1858年）、勘定奉行（5月24日）
- 安政6年（1859年）、免職、差控（2月2日）。反井伊直弼派であったため。
- 文久2年（1862年）、徒頭、作事奉行
- 文久3年（1863年）、江戸北町奉行（4月16日 - 4月23日）、西丸留守居（4月23日 - 8月2日）、江戸南町奉行（8月2日）
- 元治元年（1864年）、外国奉行（6月29日）、御役御免・寄合（7月25日）